# Борхгревинк, Карстен
Ка́рстен Э́геберг Бо́рхгревинк (норв. Carsten Egeberg Borchgrevink; 1 декабря 1864 — 23 апреля 1934) — полярный исследователь англо-норвежского происхождения. Первый человек, ступивший на Антарктический материк (24 января 1895 года) и проведший там первую успешную зимовку (1899—1900 годы). Пионер использования собачьих упряжек для передвижения по антарктическим ледникам, 16 февраля 1900 года достиг 78° 50' ю. ш. Однако для широкой публики достижения Борхгревинка оказались перечёркнуты экспедициями Роберта Скотта, Эрнеста Шеклтона и Руаля Амундсена. Только в 1930 году Королевское географическое общество признало его вклад в историю антарктических исследований.

## Становление
Карстен Борхгревинк родился в семье норвежского адвоката Хенрика Кристиана Борхгревинка, происходившего из дворянского рода и матери-англичанки, урождённой Энни Ридли (Annie Ridley). Несмотря на мать-англичанку, английский язык не был для Борхгревинка вторым родным и до конца жизни он говорил с акцентом и допускал ошибки в письменной речи. Детство его прошло за городом — в семейной усадьбе, расположенной в коммуне Ураниенборг, где соседями их было семейство Амундсенов. Одним из товарищей Карстена по детским играм был будущий покоритель Южного полюса — Руаль Амундсен.
Борхгревинк окончил школу Ертсена в Кристиании, в 1885—1888 годах обучался в Саксонии — в Королевской школе лесоводства в Тарандте, в учебной программе которой имелись и основы геодезии. Тем не менее, диплома о законченном образовании он так и не получил, возможно, из-за кончины отца в 1888 году. По словам журналиста и историка полярных исследований Роланда Хантфорда, у Борхгревинка был беспокойный характер, он мечтал о приключениях. Окончив обучение, он решился уехать в Квинсленд. В Австралии Борхгревинк прожил четыре года, поначалу работая правительственным геодезистом в колониях Квинсленд и Новый Южный Уэльс. В 1890 году в австралийской прессе сообщалось, что Борхгревинк и его друг У. Браун совершили первое восхождение на гору Линдесей в Квинсленде, что было подтверждено в 1913 году. В 1892 году он поселился в городе Боуэнфельс, где преподавал иностранные языки и естественные науки в школе для мальчиков (Cooerwull Academy). Норвежскую фамилию «Борхгревинк» ученики быстро переделали в «Bottle-of-ink». Существует версия, что Карстен общался в Австралии с семейством Арчеров — шотландцев, ветвь которых существовала также в Норвегии. Именно к этой фамилии принадлежал знаменитый судостроитель Колин Арчер.
Став учителем, Борхгревинк впервые заинтересовался полярными исследованиями, читая в местной прессе отчёты о деятельности Австралийского комитета по антарктическим исследованиям. Комитет был основан в 1886 году, его целью было создание постоянных научно-исследовательских станций в регионах Антарктики. В 1889 году Комитет даже рассматривал проект организации австралийской экспедиции к Южному полюсу, пост начальника которой был предложен знаменитому норвежскому полярному исследователю Фритьофу Нансену, но он отказался; были и совместные проекты со шведом Норденшельдом. Ни одно из мероприятий Комитета не увенчалось практическим успехом. В начале 1890-х годов из-за массового истребления китов в традиционных районах охоты в Атлантическом и Тихом океанах началось исследование возможностей китобойного промысла в Южном океане. Это позволило Борхгревинку в 1894 году наняться в норвежскую китобойную экспедицию в Антарктику.

## Китобойное плавание 1894—1895 годов

Борхгревинк в полярной одежде

Организатором экспедиции, в состав которой вошёл Борхгревинк, был норвежец Хенрик Йохан Булль (1844—1930), который с 1880-х годов поселился в Австралии. После неудачной попытки заинтересовать научное сообщество Мельбурна он вернулся в Норвегию, чтобы добыть необходимые средства. Его поддержал 84-летний Свен Фойн — изобретатель гарпунной пушки и «отец современного китобойного дела». При помощи Фойна Булль приобрёл китобойную шхуну «Кап-Норд», переименованную им в «Антарктику». Командиром судна был нанят опытный китобой Леонард Кристенсен, была и небольшая научная команда.
Борхгревинк собирался взойти на борт «Антарктики» во время её захода в Мельбурн в сентябре 1894 года. Наукой на борту должен был заниматься Уильям Спирс Брюс, но он опоздал к отплытию в Норвегии и собирался сделать это в Австралии. Борхгревинку удалось убедить Булля взять его палубным матросом, который в свободное время будет заниматься научными исследованиями.
Плавание началось неудачно: китов было очень мало, их трудно было искать. Булль и Кристенсен решились войти в пояс паковых льдов, поскольку наличие огромных стад китов было там зафиксировано участниками предыдущих экспедиций. Китов не удалось обнаружить даже в Море Росса. 17 января 1895 года судно достигло архипелага Посешн близ побережья Земли Виктории, на котором Джеймс Росс поднял британский флаг в 1841 году. Булль и Борхгревинк сошли на берег и оставили там записку в жестяной банке, чтобы удостоверить своё достижение. На острове Борхгревинк обнаружил лишайники, это было первое доказательство наличия растительности к югу от Южного полярного круга.
24 января 1895 года «Антарктика» достигла мыса Адэр на северном побережье Земли Виктории. В 1841 году команде Росса не удалось высадиться здесь на материковый берег. 25 января Буллю, Кристенсену, Борхгревинку и 17-летнему новозеландцу Александру фон Тунцельманну удалось добраться до берега на шлюпке. Позднее Борхгревинк и Кристенсен оспаривали друг у друга первенство высадки на материковом побережье. Однако существует версия, что первым на побережье Антарктиды высадился американский китобой Джон Дэвис в 1821 году (на Антарктическом полуострове). Возможно, и другие китобои до 1895 года достигали антарктического побережья, но они держали свои маршруты в тайне.
На мысе Адэр Борхгревинк собрал образцы горных пород и лишайников. Доставленные в Европу, они вызвали огромный интерес среди учёных, поскольку в те времена сомневались в способности растений выживать в столь южных широтах. Также береговая партия обследовала ближайшие окрестности мыса на предмет поиска места для будущей зимовки.
После возвращения в Мельбурн Булль и Борхгревинк стали врагами: каждый из них планировал самостоятельную экспедицию в Антарктиду, но из-за взаимной конкуренции их усилия не увенчались успехом. В отчётах о плавании на «Антарктике» каждый чрезмерно выпячивал свою роль и не признавал заслуг другого.

## Деятельность Борхгревинка в 1895—1898 годах

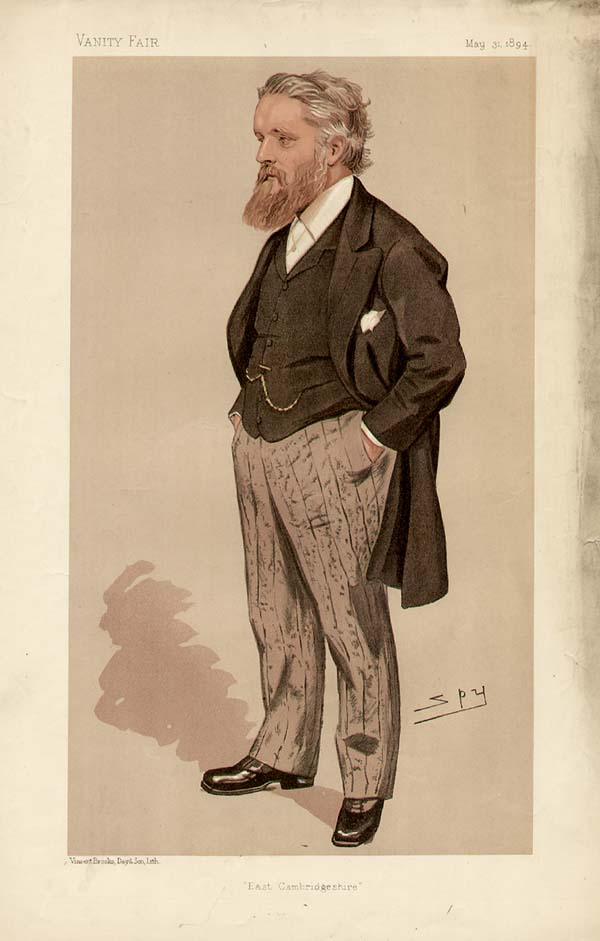
Шаржированный портрет Дж. Ньюнса, 1894 год

Приняв решение провести антарктическую экспедицию с зимовкой на мысе Адэр, Борхгревинк отправился в Лондон, где Королевское географическое общество (КГО) проводило VI Международный географический конгресс. Борхгревинк выступил на его заседании 1 августа 1895 года, описав условия на мысе Адэр и их пригодность для зимовки научной экспедиции. Он также заявил, что склоны Антарктического ледника пологи и внутренние области континента являются вполне доступными с побережья. Тогдашний библиотекарь КГО Хью Роберт Милл (1861—1950) вспоминал, что стиль доклада Борхгревинка совершенно не походил на принятые тогда академические выступления, а его резкость была подобна «свежему бризу». Однако идеи Борхгревинка не были поддержаны, Конгресс издал итоговую декларацию общего характера, в которой научные общества по всему миру призывались рассмотреть наиболее эффективные методы освоения Антарктики. Эту работу предполагалось осуществить до конца XIX века.
7 сентября 1896 года Борхгревинк женился на англичанке Констанс Стэнден, от которой имел четверых детей — двух сыновей и двух дочерей. Семья в основном жила в Норвегии, в Слемдале близ Кристиании.
Следующие два года Борхгревинк объездил множество стран Европы и Америки в поисках финансовой поддержки антарктической экспедиции, но совершенно безуспешно. Поначалу он рассчитывал на сотрудничество с У. Брюсом Спирсом, который планировал на 1896 год антарктическую экспедицию. Однако после разрыва Борхгревинка и Булля от совместной работы пришлось отказаться, так как Брюс активно обсуждал с Буллем свои планы. Об отказе в сотрудничестве Борхгревинк сообщил ему в письменном виде.
Королевское географическое общество отказалось поддерживать Борхгревинка, так как его президент сэр Клемент Маркхэм с 1893 года разрабатывал план национальной британской экспедиции в Антарктиду. Этот проект в первую очередь преследовал политические, а не научные цели: Королевский военно-морской флот должен был подтвердить своё первенство в полярных исследованиях и вернуться в Антарктиду после полувекового перерыва. Маркхэм чрезвычайно враждебно отнёсся к замыслам Борхгревинка, ибо небезосновательно полагал, что частная инициатива может загубить его проект, который должен был осуществляться под патронатом государства. Борхгревинк позднее даже сравнил себя с Сизифом, которому в одиночку приходилось катить свой «антарктический камень».
Судьбоносной для планов Борхгревинка стала встреча с сэром Джорджем Ньюнсом, ведущим британским издателем того времени. К тому времени газетный магнат Альфред Хармсворт финансировал экспедицию Джексона на Землю Франца-Иосифа и обещал поддержку Маркхэму. Ньюнс был столь впечатлён планами Борхгревинка, что предложил оплатить всю стоимость экспедиции, предполагавшуюся в объёме 40 000 фунтов стерлингов. Взамен он требовал монопольных прав на издание книги норвежца. Договор вызвал сильнейшее раздражение Маркхэма, который заявил, что это «нищее норвежское ничтожество» отняло у британцев деньги, необходимые им для географических открытий. Маркхэм и в дальнейшем демонстрировал враждебность по отношению к Борхгревинку и даже «заразил» ею своего друга — соотечественника полярника — Фритьофа Нансена.
Ньюнс рассматривал экспедицию Борхгревинка как альтернативу британской национальной антарктической экспедиции и настоял, что она должна пройти под британским флагом. Фактически же из 29 участников экспедиции англичан было двое и один австралиец (это был физик Луис Бернакки) — остальные норвежцы. Однако по условиям договора Борхгревинк всячески подчёркивал британский характер экспедиции: герцог Йоркский дозволил поднять над экспедиционным судном свой флаг. Будущая экспедиция преследовала политические цели: Борхгревинк брал с собой 500 бамбуковых шестов с маленькими «Юнион Джеками» — предстояло расширить территорию Британской Империи.

## Экспедиция на «Южном Кресте»

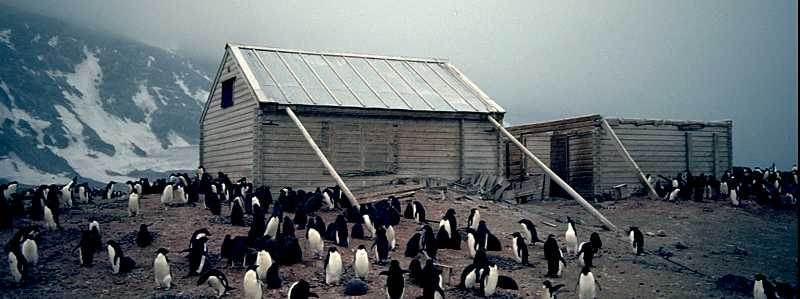
Зимовье Борхгревинка на мысе Адэр. Складское помещение имеет плоскую крышу. Фото 1992 года

За счёт Ньюнса Борхгревинк приобрёл 521-тонное китобойное судно «Поллукс», которое после перестройки было переименовано в «Южный Крест». Экспедиция отплыла из Лондона 22 августа 1898 года и, посетив по пути Хобарт, прибыла на мыс Адэр 17 февраля 1899 года. Зимовочный лагерь был развёрнут на том самом месте, о котором Борхгревинк говорил на своём докладе 1895 года. Зимовье получило имя Camp Ridley в честь матери начальника экспедиции, его окружали обширные колонии пингвинов. Были построены два деревянных дома: один жилой, второй предназначался для склада. На берегу остались 10 человек зимовочного отряда и 70 ездовых собак, первых собак, которых собирались использовать в Антарктике. В числе новшеств, используемых экспедицией, были и примусы для отопления и приготовления пищи.
По свидетельству Луиса Бернакки, Борхгревинк не был хорошим начальником экспедиции, поскольку он был противником субординации и жёсткой дисциплины. По Бернакки, на зимовке царила анархия, в результате чего люди мирились с ничегонеделаньем, грязью и беспорядком. Место для зимовки, как оказалось, было крайне неудачным: на мысе Адэр почти круглый год дуют сильнейшие стоковые ветры, приносящие низкие температуры из внутренних районов Антарктиды. Пришлось поспешно укреплять крышу дома тросами, чтобы её не сорвало. Из-за плохой погоды люди были вынуждены почти всю зиму просидеть в тесном помещении, страдая от скуки и раздражая друг друга. Беспечность начальника и плохая дисциплина приводили к несчастным случаям: использование свечей для освещения стало причиной пожара, однажды команда чуть не угорела в полном составе из-за неисправности печи. Несмотря на попытки Борхгревинка наладить непрерывный сбор метеорологических данных и другой научной информации, моральное состояние команды падало. Сам Борхгревинк писал однажды, что «безмолвие ревело в ушах». 14 октября 1899 года скончался зоолог Николай Хансен (предположительно, от кишечной инфекции) — состоялись первые похороны на Антарктическом континенте.

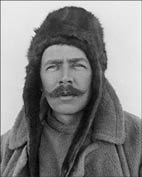
Борхгревинк в Антарктиде

После начала антарктического лета предположения Борхгревинка о лёгкости передвижения по леднику оказались опровергнутыми. К мысу Адэр прилегают горные хребты, покрытые ледниками, которые препятствовали всем попыткам на них подняться, пришлось ограничиться экскурсиями по побережью. Тем не менее, основные задачи экспедиции были выполнены: удалось благополучно доставить команду в заданную точку на антарктическом материке. Зимовка показала, что на побережье температура позволяет выживать в полярную ночь в оборудованном убежище, в течение всего пребывания на базе удавалось регулярно собирать научные данные. «Южный Крест» вернулся в конце января 1900 года. Борхгревинк решил оставить базу, хотя запасы позволяли перезимовать ещё один раз.
Покинув мыс Адэр, «Южный Крест» пошёл на юг, пока не достиг Великого ледяного барьера, обнаруженного Джеймсом Россом во время экспедиции 1839—1843 годов. Борхгревинку удалось найти бухту с выходом на внутреннюю часть барьера, позднее она будет названа Китовой. Высадившись 16 февраля, Борхгревинк, Уильям Колбек и каюр-саами Пер Савио на нартах, запряжённых собаками, поднялись на барьер и прошли 10 миль (16 км) вглубь ледника, достигнув 78° 50' ю. ш. — первый южнополярный рекорд в истории исследований. Не дожидаясь ухудшения ледовой обстановки, «Южный Крест» пошёл на север, достигнув Новой Зеландии 1 апреля. Оттуда Борхгревинк отправился в Англию рейсовым пароходом.
Вернувшись, Борхгревинк обнаружил, что его экспедиция перечеркнула множество чужих планов, а общественное мнение пристально следит за национальной антарктической экспедицией. Роберт Скотт был назначен её начальником 11 июня — через пять дней после возвращения Борхгревинка в Лондон. Помимо недовольного Маркхэма, и У. Спирс Брюс жаловался, что норвежец вынудил его отказаться от разработанных планов. Ньюнс широко рекламировал достижения Борхгревинка в своих изданиях, однако английская публика не желала воспринимать успеха экспедиции, которая была английской только по названию. Не помогло и популярное описание экспедиции First on the Antarctic Continent, выпущенное уже в 1901 году.
Книга об экспедиции была написана в публицистическом стиле, Борхгревинк не жалел выражений для описания своего успеха и красот Антарктиды, которую сравнивал с Клондайком. В книге описывались и серьёзные научные открытия: было точно определено текущее положение Южного магнитного полюса, новые виды насекомых и водной фауны, непрерывные магнитные и метеорологические наблюдения в течение года, наконец, покорение 78° 50’ ю. ш. — «самой южной точки, когда-либо достигнутой человеком». На русском языке эта книга под названием «У Южного полюса. Год 1900» была единственный раз издана в 1958 году.
Рекламный стиль книги должен был затушевать тот факт, что серьёзных достижений в географической науке экспедиция Борхгревинка не продемонстрировала. Существует также мнение, что гибель Н. Хансена не позволила получить ряда важных естественноисторических данных. Хансен представлял в экспедиции Музей естественной истории в Лондоне, его руководство обвиняло Борхгревинка в ответственности за смерть зоолога и за недополученные музеем образцы и экспонаты.
За пределами Великобритании Борхгревинк пользовался большой популярностью: его удостоило награды Национальное географическое общество США, а король Швеции и Норвегии Оскар II произвёл в рыцари св. Олафа. Уже в 1929 году стортинг присудил Борхгревинку почётный оклад в 3000 норвежских крон за его заслуги. Он также был удостоен высших наград Дании и Австро-Венгрии. По мнению историка Д. Крейна, «если бы Борхгревинк был британским морским офицером, в Англии серьёзнее отнеслись к его достижениям». Фритьоф Нансен посчитал Борхгревинка мошенником и категорически отказался с ним встречаться.

## Последующая жизнь
После возвращения из Антарктиды Борхгревинк обосновался в Норвегии, в основном занимаясь спортивной публицистикой, в частности, он издал книгу «Игры Норвегии». Был председателем охотничьего комитета, некоторое время работал на биостанции на севере страны. После знаменитого извержения вулкана Пеле на острове Мартиника в мае 1902 года, Борхгревинк оказался одним из трёх географов, которым Национальное географическое общество поручило расследовать последствия катастрофы на месте. Норвежец посетил остров в июле 1902 года и обнаружил, что островитяне почти оправились от паники, а вулкан утихомирился. Основным его выводом был тот, что город Сен-Пьер вряд ли будет когда-либо населён из-за мощных выбросов вулканических паров, которые представляли большую опасность для членов экспедиции. Для отчёта Борхгревинк с Мартиники отбыл в Вашингтон.
Вернувшись из США, в августе 1902 года Борхгревинк представил план новой экспедиции в Антарктиду под патронатом Национального географического общества, но реализован он так и не был. Во второй раз он попытался организовать антарктическую экспедицию в 1909 году в Берлине, но вновь планы не были реализованы. Тем не менее, он сохранил статус эксперта по полярным путешествиям, в частности, Борхгревинка попросили прокомментировать изменение планов Руаля Амундсена, который вместо похода к Северному полюсу объявил о достижении Южного полюса, вступив тем самым в «полярную гонку» с Робертом Скоттом. Борхгревинк в интервью, опубликованном в ряде газет, заявил, что сразу понял, куда направляется Амундсен (в списке снаряжения было 100 ездовых собак и дом с печью). Вместе с тем, он заявил, что северные олени являются гораздо лучшим видом транспорта для передвижения по Антарктике. С Амундсеном Борхгревинк дружил с самого детства и всегда его поддерживал. Отношений с Ф. Нансеном Борхгревинку так никогда и не удалось наладить. После гибели Р. Скотта Борхгревинк высоко оценил его заслуги в исследовании значительной части южнополярного континента.
В оставшиеся годы Борхгревинк тихо жил в Норвегии. В 1930 году пришло запоздалое признание Королевского географического общества, которое вручило норвежцу золотую медаль, заявив, что масштабы достижения Борхгревинка и преодолённые им трудности долгие годы недооценивались. При этом особо подчёркивалось, что экспедиция на «Южном Кресте» проводилась под британским флагом и за счёт британской спонсорской поддержки.

## Память
Карстен Борхгревинк скончался в Осло 23 апреля 1934 года. Ещё при жизни он был признан пионером антарктических исследований, заложившим фундамент экспедиций «героической эпохи».
Несколько географических объектов в Антарктике названы именем Борхгревинка: Берег Борхгревинка на Земле Виктории, между мысами Адэр и Вашингтон. На Земле Виктории находятся ледник Бохгревинка и ледниковый язык Борхгревинка. На Земле королевы Мод располагается ледник Borchgrevinkisen.
Именем Борхгревинка названа криопелагическая рыба Pagothenia borchgrevinki (разновидность нототении).
Поскольку зимовье Борхгревинка находится на территории, являющейся объектом притязания Новой Зеландии, оно охраняется Antarctic Heritage Trust, который также занимается сохранением хижин Шеклтона и Скотта на о. Росса. В 2002 году хижина Борхгревинка была занесена в реестр особо охраняемых мест Антарктики (англ. Antarctic Specially Protected Area) под № 159. В 2005 году был принят целевой план повышения её доступности для посещения в будущем и сохранения для потомков.